# Daviesia benthamii
Daviesia benthamii är en ärtväxtart som beskrevs av Meissner. Daviesia benthamii ingår i släktet Daviesia, och familjen ärtväxter.

## Underarter
Arten delas in i följande underarter:
- D. b. benthamii
- D. b. humilis